# Ussel-d'Allier
Ussel-d'Allier is een gemeente in het Franse departement Allier (regio Auvergne-Rhône-Alpes) en telt 146 inwoners (1999). De plaats maakt deel uit van het arrondissement Moulins.

## Geografie
De oppervlakte van Ussel-d'Allier bedraagt 8,2 km², de bevolkingsdichtheid is 17,8 inwoners per km².
De onderstaande kaart toont de ligging van Ussel-d'Allier met de belangrijkste infrastructuur en aangrenzende gemeenten.

## Demografie
Onderstaande figuur toont het verloop van het inwonertal (bron: INSEE-tellingen).
Vanwege een beveiligingsprobleem met de MediaWiki Graph-software is het momenteel niet mogelijk deze grafiek weer te geven. Zodra de software is bijgewerkt zal de grafiek vanzelf weer zichtbaar worden.